# Петрункевич, Александр Иванович
Александр Иванович Петрункевич (англ. Alexander Petrunkevitch; 12 декабря 1875, Плиски, Березнянский уезд, Черниговская губерния — 10 марта 1964, Нью-Хэйвен, Коннектикут, США) — русско-американский зоолог.

## Биография
Второй сын либерального политического деятеля Ивана Ильича Петрункевича. В 1894 году поступил в Московский университет. Будучи настроен революционно, был вынужден выехать в Германию, где продолжал образование во Фрайбургском университете под руководством Августа Вейсмана.
В 1900 году получил степень приват-доцента во Фрайбургском университете. В 1901 году опубликовал диссертацию о цитологии и развитии яиц медоносной пчелы.
Во время учёбы в Германии Петрункевич женился на американке Ванде Хартшорн (Wanda Hartshorn) и в 1903 году переехал в США, где в 1905—1906 годах был гостевым профессором Индианского университета. В 1906 году ездил в Россию, чтобы повидаться с отцом.
В 1910 году был приглашен в Йельский университет, где работал в течение 34 лет до выхода на пенсию в 1944 году.
Петрункевич отрицательно относился к большевизму и в 1920-х годах выступал против дипломатического признания СССР.
В 1954 году был избран в Национальную академию наук США.
Награждён Addison-Emery-Verrill-Medaille (1959).
Специалист по арахнологии.
Петрункевич также был увлечен поэзией. Он опубликовал перевод поэмы Байрона «Манфред» (1898), а также две книги своих поэтических произведений под псевдонимом Александр Ян-Рубан — «Песни любви и печали» (1899), «Думы и впечатления» (1900). Совместно со своей женой Вандой он перевел «Слово о полку Игореве» на английский язык, а к торжествам, посвященным столетию смерти Пушкина в 1937 году — некоторые стихи Пушкина.

## Сочинения
- Morphology of invertebrate types (1916) (англ.)
- The Russian revolution (1918) (англ.)
- The freedom of the will; a study in materialism (1905?) (англ.)